# ورنر لایبریش
ورنر لایبریش (به آلمانی: Werner Liebrich) بازیکن فوتبال و هافبک اهل آلمان است که از سال ۱۹۵۱ میلادی عضو تیم ملی فوتبال آلمان بوده‌است. وی در ۱۶ بازی ملی حضور داشته است و آخرین بازی ملی خود را در سال ۱۹۵۶ میلادی انجام داد. ورنر لایبریش در بازی‌های ملی‌اش گلی به ثمر نرساند.